# Lady Croissant
Lady Croissant er et livealbum fra australske sanger Sia, udgivet i april 2007 gennem pladeselskabet Astralwerks. Pladen kaldes et "mini-album" af Astralwerks, og indeholder en studieoptagelse ("Pictures") samt otte livespor optaget under en koncert på Bowery Ballroom i New York City i april 2006. Otte sange blev skrevet eller co-skrevet af Sia; også featured er en coverversion af Ray Davies' sang "I Go to Sleep", en studieindspilning, som senere dukkede op på Sias studiealbum Some People Have Real Problems (2008). Albummet blev produceret af Dan Carey, mixet af Jon Lemon og Taz Mattar på Sarm Studios i London og mastret af Emily Lazar og Sarah Register på The Lodge i New York City. Lady Croissant fik blandet kritiske modtagelse og undlod at komme på en hitliste i enhver nation.

## Sammensætning
Lady Croissant er lidt over 40 minutter i længde, og indeholder ni "langsom-til-midt-tempo" sammensætninger. Albummet omfatter en tidligere uudgivet studieindspilning kaldet "Pictures", co-skrevet af Dan Carey, sammen med otte livespor indspillet under hendes koncert den 17. april 2006 på Bowery Ballroom i New York. "Destiny" og "Distractions" optrådte på Zero 7's album Simple Things fra 2001, der fremhævede vokal af Sia. Begge sange blev co-skrevet af Sia og medlemmer af Zero 7; "Destiny" er også co-skrevet af Sophie Barker , en anden vokal bidragsyder til Simple Things. "Blow It All Away" der oprindeligt blev vist på Sias studiealbum Healing Is Difficult fra 2002 og "Don't Bring Me Down", "Numb" og "Breathe Me" blev hver udgivet på hendes album Colour the Small One fra 2004. "Lentil" og coverversion af Ray Davies' sang "I Go to Sleep", gjort populær af både Cher og The Pretenders, ville senere blive vist på Some People Have Real Problems (2008). Albummet blev produceret af Carey,, mixet af Jon Lemon og Taz Mattar på Sarm Studios i London og mastret af Emily Lazar og Sarah Register på The Lodge i New York City.

## Modtagelse
Lady Croissant fik blandet kritiske modtagelse. Allmusics Marisa Brown kaldte Sias vokale præstationer "rig og lidenskabelig" og lavede sammenligninger til Nelly Furtado og Morley. Brown erklærede at bandet var "stram og frodige", og at musikken var "meget moderne, varm og melodisk og rent indviklede". I sin anmeldelse for BBC Music skrev Paul Sullivan, at albummet viste Sias vokalevner og alsidighed. Han bemærkede imidlertid den minimale publikumdeltagelse og følte, at dette forhindrede albummet i at erobre en "live" oplevelse. For Sullivan inkluderede højdepunkter "Don't Bring Me Down", "Destiny" og "Lentil, som han troede var "henrettet med en tiltalende blanding af oprigtighed og flydende." Mark Perlaki fra Gigwise.com tildelt album fire af fem stjerner og mente, at albummet "skildrer en kunstner, der er stjerne er i ascendant, hvis stemme er uovertruffen i stil og udtryk, en kunstner på randen af det fortjente og forsikrede større anerkendelse." Selby Times gennemgang kaldet samlingen "hypnotiserende", og en god indikator for Sias fremtidige arbejde. En korrekturlæser for WERS kaldte albummet "betagende" og skrev positivt om Sias vokal og instrumentering. Ligesom Sullivan, advarede korrekturlæseren om, at hvis lytterne forventer en traditionel live-album med "rå nedskæringer og tung improvisation" kunne de blive skuffet.
Roque Strew fra Pitchfork Media fandt at Sias Adelaide-accent var et "ansvar", bemærkede specielt forskellen i udtale mellem studieversioner af "Destiny" og "Distractions" og live-optrædener. Strew komplimenteret "Pictures" og "Lentil", hvor sidstnævnte skinnede gennem "tåger af aflange stavelser og skære konsonanter."  Popmatters' Mike Schiller følte at instrumentering var en "robot" og fandt Sis vokal manipuleret og bøjningen af vokaler "oprørende", selv uforståelig til tider. Schiller favorisere dog hendes vokaltone og fandt styrken i hendes stemme "nogle gange transcendent". Stuart McCaighy fra This Is Fake DIY værdsatte "Pictures", men kritiseret også Sias præstation for manglende mangfoldighed og for "uforståelige" vokal, og skød skylden på hendes tilsløring af ord. McCaighy konkluderede, ligesom andre livealbums, at Lady Croissant var overflødig, men ville blive værdsat af fans. Den australske homoseksuelle publikation DNA skrev en blandet anmeldelse af albummet i 2010 efter udgivelsen af We Are Born, hvor han komplimenterede Sias vokal, men beskylder "Pictures" for at lyde som en B-side.

## Trackliste
1. "Pictures" (Dan Carey, Sia Furler) – 3:37
2. "Don't Bring Me Down" (Furler, Blair Mackichan) – 4:36
3. "Destiny" (Sophie Barker, Henry Binns, Furler, Sam Hardaker) – 3:55
4. "Blow It All Away" (Kevin Armstrong, Furler, Felix Howard, Blair Mackichan) – 5:19
5. "Lentil" (Samuel Dixon, Furler) – 4:11
6. "Numb" (Furler, Howard, James McMillan) – 4:26
7. "I Go to Sleep" (Ray Davies) – 3:17
8. "Breathe Me" (Carey, Furler) – 5:52
9. "Distractions" (Binns, Furler, Hardaker) – 5:03

## Personel
- Kevin Armstrong – komponist
- Sophie Barker – komponist
- Henry Binns – komponist
- Felix Bloxsom – trommer
- Dan Carey – bass, komponist, Lydtekniker, guitar, keyboards, producer, Wurlitzer
- Robin Danar – assistant Lydtekniker
- Ray Davies – komponist
- John Dent – mastering
- Samuel Dixon – bass, composer
- Tom Elmhirst – mixer
- Sia Furler – komponist, vokal
- José González – fotografi
- Sam Hardaker – Komponist
- Felix Howard – komponist
- Joe Kennedy – keyboards
- Olliver Kraus – cello
- Emily Lazar – mastering
- Joey Lemon – mixer
- Blair Mackichan – komponist
- Taz Mattar – mixer
- James McMillan – composer
- Stephanie Pistel – coverfoto, fotografi
- Sarah Register – mastering
- Michael Sendaydiego – fotografi
- Gus Seyffert – guitar
- Jeff Tweedy – fotografi
- Joey Waronker – trommer

Kredit er tilpasset fra Allmusic og cd noter.

## Udgivelseshistorie
| Region         | Dato          | Format(er)           | Pladeselskab |
| -------------- | ------------- | -------------------- | ------------ |
| USA            | 3. april 2007 | CD, Digital download | Astralwerks  |
| Storbritannien | 7. maj 2007   | CD, Digital download | Astralwerks  |

## Eksterne links
- AllGigs.co.uk review Arkiveret 16. december 2014 hos  Wayback Machine by Elly Roberts  (2007)
- Smoky Mountain News: "A few notes on 2007" Arkiveret 2. juni 2012 hos  Wayback Machine by Chris Cooper (January 2008)
- Treblezine.com review Arkiveret 23. marts 2012 hos  Wayback Machine by Ernest Simpson (2007)